# Alexandromys montebelli
Alexandromys montebelli — вид гризунів родини Cricetidae. Зустрічається лише в Японії. Основне середовище проживання включає оброблені поля (включаючи рисові поля), незрілі хвойні плантації, прирічкові території, пасовища та природні соснові ліси (Pinus pumila).